# Canton Legends

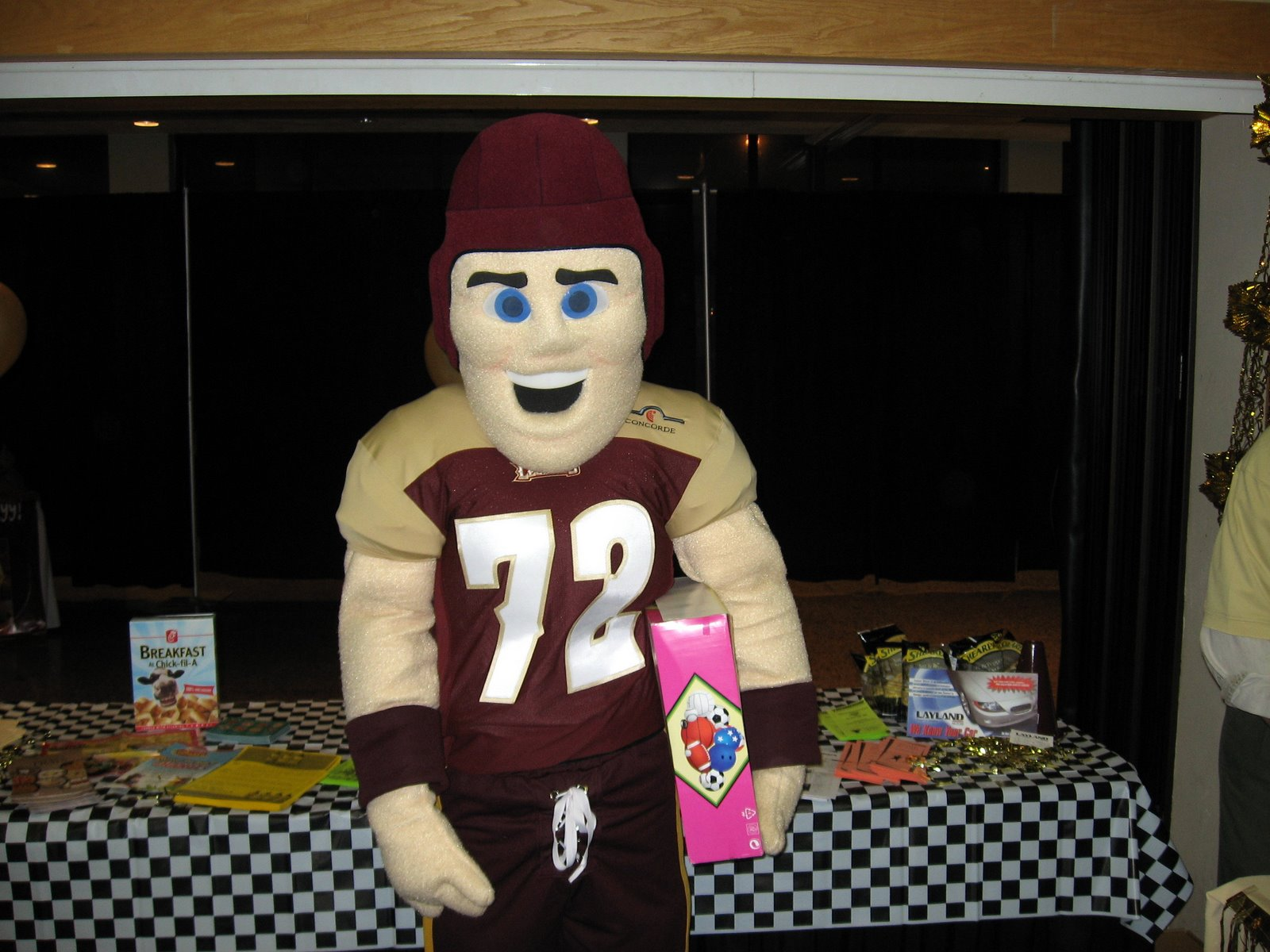
Slappy, mascotte dei Legends

I Canton Legends sono stati una squadra professionistica USA di indoor football con sede a Canton, Ohio. Sono stati uno dei membri fondatori dell'American Indoor Football Association, che giocò la prima stagione sotto il nome Atlantic Indoor Football League, e la seconda come American Indoor Football League. Giocano le partite casalinghe al Canton Memorial Civic Center. Il nome è riferito alla Pro Football Hall of Fame, che si trova proprio a Canton.
Nella stagione inaugurale i Legends raggiunsero un mediocre 3-7, battendo i Raleigh Rebels per il 4º posto. Poiché la lega aveva sei squadre tutti fecero i playoff. Vinsero la prima partita con i Rebels, ma persero in semifinale con gli Erie Freeze.
Il 6 maggio 2006 i Legends vinsero 54-41 contro gli Huntington Heroes con molte contestazioni.  I Legends infatti avevano un roster illegale a causa di alcuni giocatori aggiunti. All'inizio la lega AIFL assegnò la vittoria ad Huntington; più tardi Canton riottenne la vittoria ma fu multata. Quell'anno vinsero poi il titolo battendo in finale i Rome Renegades 61-40.
I Legends detengono il record AIFA record per la striscia di vittorie (12), iniziata nella controversa partita con gli Huntington Heroes al Veterans Memorial Fieldhouse e finita un anno dopo con un 39-36 dai Lakeland Thunderbolts al Lakeland Center.

## Stagione 2007
| Data        | Avversario                   | Casa/Trasferta | Result          |
| ----------- | ---------------------------- | -------------- | --------------- |
| 2 febbraio  | Johnstown Riverhawks         | Trasferta      | Vittoria 60-46  |
| 9 febbraio  | Erie Freeze                  | Casa           | Vittoria 43-26  |
| 17 febbraio | Huntington Heroes            | Trasferta      | Vittoria 69-52  |
| 23 febbraio | Pittsburgh RiverRats         | Casa           | Vittoria 45-11  |
| 11 marzo    | Lakeland Thunderbolts        | Trasferta      | Sconfitta 36-39 |
| 23 marzo    | Reading Express              | Casa           | Sconfitta 19-50 |
| 6 aprile    | Baltimore Blackbirds         | Casa           | Vittoria 38-2   |
| 14 aprile   | Reading Express              | Trasferta      | Sconfitta 56-63 |
| 21 aprile   | Erie Freeze                  | Trasferta      | Vittoria 48-44  |
| 28 aprile   | Pittsburgh RiverRats         | Trasferta      | Sconfitta 33-62 |
| 6 maggio    | Danville Demolition          | Casa           | Vittoria 72-14  |
| 18 maggio   | Johnstown Riverhawks         | Casa           | Vittoria 38-16  |
| 24 maggio   | Danville Demolition          | Trasferta      | Vittoria 53-19  |
| 1º giugno   | Huntington Heroes            | Casa           | Vittoria 52-50  |
| 7 giugno    | Huntington Heroes (Playoffs) | Casa           | Vittoria 76-43  |
| 16 giugno   | Reading Express (Playoffs)   | Trasferta      | Sconfitta 51-66 |

## Palmarès
- 1 AIFL Championship Game (2006)